# Húrmetszetgráf

Egy kör öt húrja és a hozzájuk rendelt húrmetszetgráf.

A matematika, azon belül a gráfelmélet területén egy húrmetszetgráf (circle graph) egy kör húrjainak metszetgráfja. Tehát olyan irányítatlan gráf, melynek csúcsai egy kör húrjainak felelnek meg, két csúcs között pedig akkor húzódik él, ha a csúcsoknak megfelelő húrok metszik egymást.

## Számítási bonyolultság
A (Spinrad 1994) által megadott algoritmus O(n2) időben eldönti egy n csúcsú irányítatlan gráfról, hogy húrmetszetgráf-e, és ha igen, meg is konstruál egy húrhalmazt, amivel elő lehet állítani.
Számos, általános gráfokon NP-teljes problémára léteznek polinom idejű algoritmusok, ha húrmetszetgráfrokról van szó. Például (Kloks 1996) megmutatta, hogy egy húrmetszetgráf favastagsága meghatározható és egy optimális fafelbontás előállítható O(n3) időben. Ráadásul egy minimális feltöltődés (a lehető legkevesebb éllel rendelkező, az adott húrmetszetgráfot részgráfként tartalmazó merev körű gráf) is O(n3) időben előállítható.
(Tiskin 2010) megmutatta, hogy egy húrmetszetgráf maximális elemszámú klikkje O(n log2 n) időben megtalálható, míg
(Nash & Gregg 2010) igazolta, hogy egy súlyozatlan húrmetszetgráf maximális elemszámú független halmaza O(n min{d, α}) időben megtalálható, ahol d paraméter a gráf sűrűségét, α pedig a gráf függetlenségi számát jelöli.
Néhány más probléma NP-teljes marad húrmetszetgráfokon is. Ezek közé tartoznak a minimális domináló halmaz, minimális összefüggő domináló halmaz és a minimális totálisandomináló halmaz problémái.

## Kromatikus szám

Az Ageev (1996) által megadott 220 csúcsú, 5-kromatikus háromszögmentes húrmetszetgráf, a hiperbolikus sík egyeneselrendezéseként lerajzolva.

Egy húrmetszetgráf kromatikus száma az a minimális szám, amennyi színnel ki lehet színezni a húrokat úgy, hogy semelyik két metsző húrnak ne egyezzen a színe. Mivel egy körnek tetszőlegesen sok húrja metszheti egymást, ezért egy húrmetszetgráf kromatikus száma bármilyen nagy is lehet, a húrmetszetgráf kromatikus számának meghatározása pedig NP-teljes probléma. Még annak az eldöntése is NP-teljes, hogy adott húrmetszetgráf négy színnel színezhető-e. (Unger 1992) állítása szerint a 3-színezés keresése polinom időben végrehajtható, de leírásából fontos részletek hiányoznak.
Többen vizsgálták annak kérdését, hogy a húrmetszetgráfok egyes osztályait lehetséges-e kevesebb színnel kiszínezni. Például az olyan húrmetszetgráfok, melyekben nincs egymást metsző k vagy több húr, a színezés lehetséges akár {\displaystyle 21\cdot 2^{k}-24k-24} színnel is. Abban a speciális esetben, amikor k = 3 (tehát a háromszögmentes húrmetszetgráfokban) a kromatikus szám legfeljebb öt lehet, és ez éles eredmény: minden háromszögmentes húrmetszetgráf színezhető öt színnel, és létezik olyan közöttük, melyhez szükséges is az öt szín. Ha egy húrmetszetgráf bősége legalább öt (tehát háromszögmentes és nincs benne négy csúcsú kör sem), legfeljebb három színnel is kiszínezhető.

## Alkalmazások
A húrmetszetgráfok megjelennek a VLSI áramkörök tervezésekor is, mint a huzalozás egy speciális esetének, méghozzá a „két terminálos switchbox huzalozásnak” az absztrakt reprezentációi. Ebben az esetben a huzalozási terület téglalap, minden hálózathoz két terminál tartozik, és a terminálok a téglalap kerületén találhatók. Könnyen belátható, hogy ezeknek a hálózatoknak a metszetgráfja egy húrmetszetgráf. A huzalozási lépés céljai között szerepel, hogy a különböző hálózatok elektromosan ne érintkezzenek, és a potenciálisan mégis érintkező részek más-más vezetőrétegekbe legyenek vezetve. Ezért a húrmetszetgráfokkal a huzalozási probléma különböző aspektusait lehet megragadni.
A húrmetszetgráfok színezései alkalmasak lehetnek tetszőleges gráf könyvbeágyazásának megkeresésére: ha adott G gráf csúcsait egy körön helyezzük el, élei pedig a kör húrjainak felelnek meg, akkor a húrok metszetgráfja húrmetszetgráf, melynek színezései ekvivalensek az adott köri elrendezés könyvbeágyazásával. Ebben a megfeleltetésben a színezés színeinek száma megegyezik a könyvbeágyazás lapjainak számával.

## Kapcsolódó gráfcsaládok
Egy gráf pontosan akkor húrmetszetgráf, ha felrajzolható egy egyenesen lévő intervallumok átfedési gráfjaként. Ez olyan gráf, melynek csúcsai az intervallumoknak felelnek meg, két csúcs pedig akkor van éllel összekötve, ha a két intervallum között van átfedés, de egyik sem tartalmazza a másikat.
A véges négyszöggráfok duálisai háromszögmentes húrmetszetgráfok.
Az egyenesen lévő intervallumok metszetgráfját intervallumgráfnak nevezik.
A füzérgráfok, a síkgörbék metszetgráfjai speciális esetként tartalmazzák a húrmetszetgráfokat.
Minden távolság-örökletes gráf húrmetszetgráf, ahogy minden permutációgráf és egység-intervallumgráf is. Minden  külsíkgráf is húrmetszetgráf.

## Fordítás
- Ez a szócikk részben vagy egészben a Circle graph című angol Wikipédia-szócikk ezen változatának fordításán alapul.  Az eredeti cikk szerkesztőit annak laptörténete sorolja fel. Ez a jelzés csupán a megfogalmazás eredetét és a szerzői jogokat jelzi, nem szolgál a cikkben szereplő információk forrásmegjelöléseként.